# Maëlle Lakrar
Maëlle Ourida Louisette Lakrar (* 27. Mai 2000 in Orange) ist eine französische Fußballspielerin. Zumeist wird sie als Innenverteidigerin eingesetzt, gelegentlich auch auf der rechten Außenverteidigerposition.

## Karriere

### Verein
Maëlle Lakrar begann ihre Laufbahn im Alter von sechs Jahren bei Salon Bel-Air Foot, einem Verein aus Salon-de-Provence, nahe ihrer Heimatstadt Orange. Dort sollte die zu Beginn ihrer Laufbahn im Mittelfeld eingesetzte Fußballerin neun Jahre verbringen, ehe die zu diesem Zeitpunkt in der Division 2 Féminine spielende Frauenmannschaft von Olympique Marseille auf sie aufmerksam wurde und Lakrar im Sommer 2015 unter Vertrag nahm. Die erst 15-jährige mittlerweile zumeist als Verteidigerin eingesetzte Lakrar sicherte sich von Anfang an einen Stammplatz und kam in der Saison 2015/16 auf 20 Einsätze. Ihre Mannschaft beendete die Gruppe C auf dem ersten Platz und stieg somit in die höchste Spielklasse auf. Die erste Spielzeit in der Division 1 verlief äußerst positiv für den Neuaufsteiger Olympique, die Liga konnte auf dem vierten Platz beendet werden, sie selbst kam auf elf Einsätze in der Meisterschaft sowie einem weiteren im Pokal. Die Saison 2017/18 verlief weniger erfolgreich für Olympique, konnte die Mannschaft doch in 22 Spieltagen nur drei Siege und ebenso viele Unentschieden erreichen, womit letzten Endes nur der 12. und letzte Platz zu Buche stand, der den Abstieg in die zweite Division bedeutete. Maëlle Lakrar kam in jener Saison auf 19 Einsätze und erzielte am neunten Spieltag gegen Paris Saint-Germain ihr erstes Tor im Profifußball. Im Sommer 2018 wechselte die junge Verteidigerin innerhalb der Division 1 zu HSC Montpellier und erreichte mit ihrer Mannschaft den dritten Platz in der Meisterschaft. Insbesondere ab der Saison 2021/22 spielte sich Maëlle Lakrar in die Stammmannschaft, so stand sie 2022/23 an 21 der 22 Spieltage in der Startformation und bildete zumeist mit Luna Gevitz und Maelys Mpomé die Innenverteidigung von Montpellier. Im Sommer 2024 wechselte Maëlle Lakrar in die spanische Liga F zu Real Madrid.

### Nationalmannschaft
Bereits während ihrer Zeit bei Olympique Marseille wurde Maëlle Lakrar erstmals in die Juniorennationalmannschaften Frankreichs einberufen. In der U16 debütierte sie am 11. Februar 2016 in einem Freundschaftsspiel gegen Schottland und kam in diesem Jahr auf zehn Einsätze. Im Oktober dieses Jahres wurde sie auch erstmals in die U17-Nationalmannschaft einberufen und nahm mit dieser an der Qualifikation und an der Endrunde der Europameisterschaft teil, bei der sie jedoch mit ihrer Mannschaft schon in der Gruppenphase ausschied. Sie selbst kam in allen drei Spielen zum Einsatz und erzielte darüber hinaus einen Treffer. Wenig später, im Oktober 2017, wurde Lakrar erstmals in den Kader der U19 Frankreichs einberufen. Obwohl sie an der Qualifikation zur EM 2018 teilnahm, stand sie nicht im Endrundenkader, stattdessen wurde sie von der U20 für die Weltmeisterschaft einberufen und beendete das Turnier auf dem vierten Platz, sie selbst kam auf sechs Einsätze. Maëlle Lakrar kehrte danach wieder in die U19 Frankreichs zurück und konnte bei der EM 2019 mit ihrer Mannschaft durch ein 2:1 im Endspiel gegen Deutschland den Titel gewinnen. Sie kam nicht nur in allen fünf Spielen zum Einsatz, sondern erzielte auch das entscheidende Tor zum 2:1 im Finale. Am 10. Juni 2021 bestritt Lakrar in einem Freundschaftsspiel gegen Schweden ihr erstes Spiel mit der U23 Frankreichs.
Maëlle Lakrar feierte am 18. Februar 2023 im Zuge des Tournoi de France ihr Debüt in der A-Nationalmannschaft. Die Französinnen konnten den Pokal erobern, wobei die Nationaltrainerin Corinne Diacre sie sowohl gegen Uruguay als auch gegen Norwegen einsetzte.
Im Sommer 2023 wurde Lakrar, die in der Nationalmannschaft bisher ausschließlich auf der rechten Außenverteidigerposition zum Einsatz kam und dort sogar der routinierten Ève Périsset vorgezogen wurde, von Diacre-Nachfolger Hervé Renard in den Endrundenkader für die Weltmeisterschaft berufen. Im Zuge der Vorbereitung erzielte sie am 6. Juli 2023 in einem Freundschaftsspiel gegen Irland ihre ersten beiden Tore für die Nationalmannschaft. Bei der WM-Endrunde wurde sie in vier der fünf Spiele ihres Teams eingesetzt und schied mit der Mannschaft im Viertelfinale nach Elfmeterschießen gegen die Australierinnen aus. Sie erzielte ein Tor während des Turniers.

## Erfolge
- Tournoi de France: 2023
- U-19-Fußball-Europameisterschaft der Frauen: 2019